# La Suze-sur-Sarthe
 La Suze-sur-Sarthe  es una población y comuna francesa, situada en la región de Países del Loira, departamento de Sarthe, en el distrito de La Flèche. Es el chef-lieu y mayor población del cantón de La Suze-sur-Sarthe.

## Demografía
| 2410 | 2807 | 3602 | 3685 | 3614 | 3597 |
| Para los censos de 1962 a 1999 la población legal corresponde a la población sin duplicidades (Fuente: INSEE [Consultar]) |      |      |      |      |      |